# Jan z Lübecku
Jan z Lübecku, zastarale též Jan z Lubeku, mistr Lipka či Lubek, německy Johhanes von Lübeck (kolem roku 1430 Lübeck – 16. ledna 1502 Praha) byl německý teolog české reformace, překladatel Husova díla do dolní němčiny.

## Život
Jan pocházel ze severoněmeckého Lübecku a vystudoval na univerzitě v Rostocku, kde dosáhl magisterského gradu. Do Prahy přišel roku 1467 a na pražské univerzitě slíbil věrnost kalichu, jak vyžadovaly tehdejší univerzitní předpisy. Jeho příklon k husitství byl upřímný. Naučil se dobře česky a do dolnoněmčiny přeložil dva české spisy Jana Husa: Výklad víry, desatera a páteře (De uthlegghinge ouer den louen) a Provázek třípramenný (Dat bôkeken van deme rêpe). Bez udání autora a překladatele vyšly tyto texty tiskem někdy v osmdesátých letech 15. století v Lübecku. Na pražských kazatelnách kázal latinsky. V rukopise se dochovaly jeho výklady epištol.